# USJ7站
USJ7站位於马来西亚雪兰莪州梳邦再也UEP区的增卡路旁，是梳邦再也双威线与格拉那再也线的转换站。

## 车站概要

### 格拉那再也线

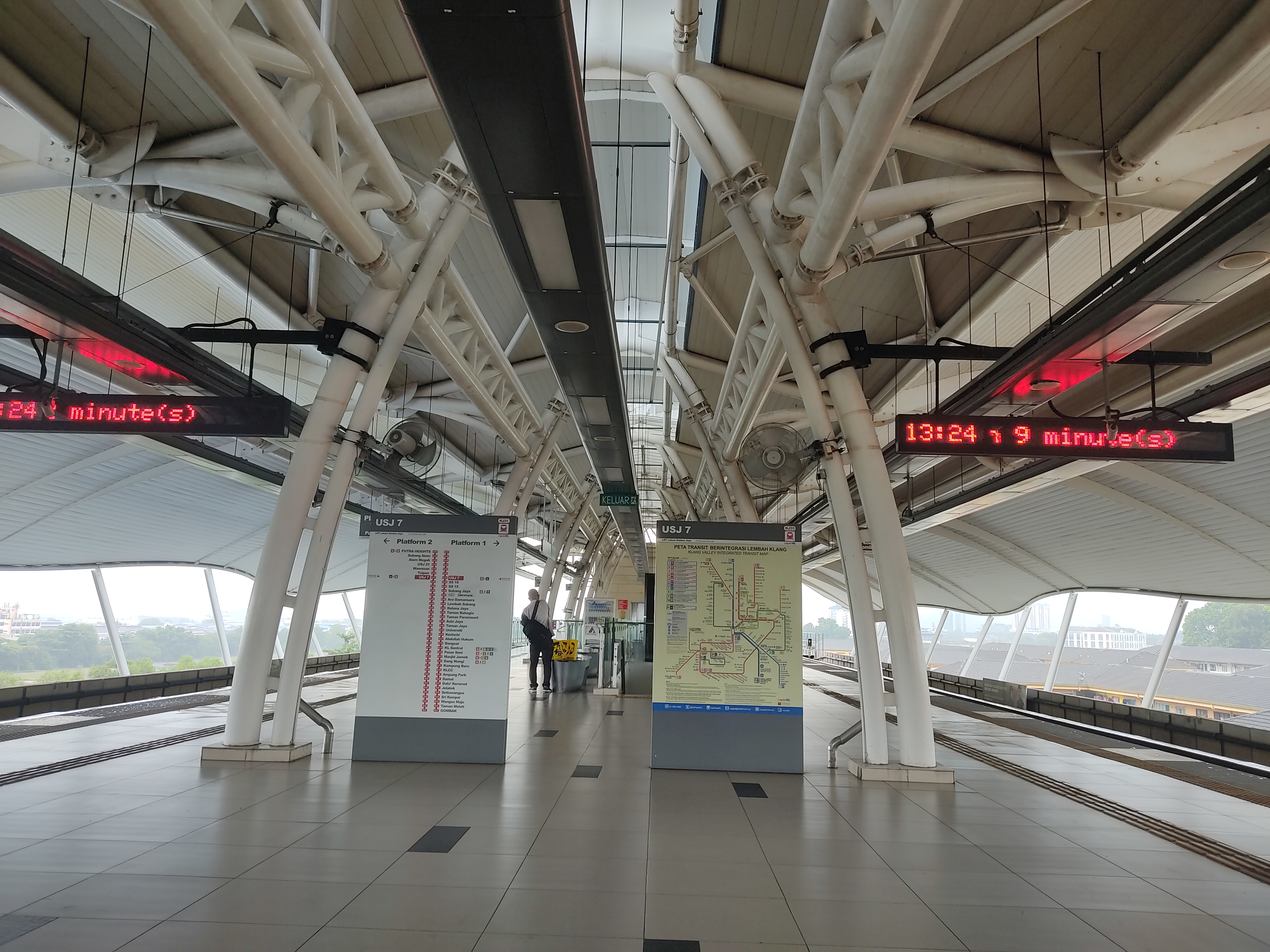
USJ7站的岛式站台

本站属于5 格拉那再也綫延长线，于2016年6月30日开始运营。车站设有两个入口，分别位于USJ2和USJ6。

### 双威线

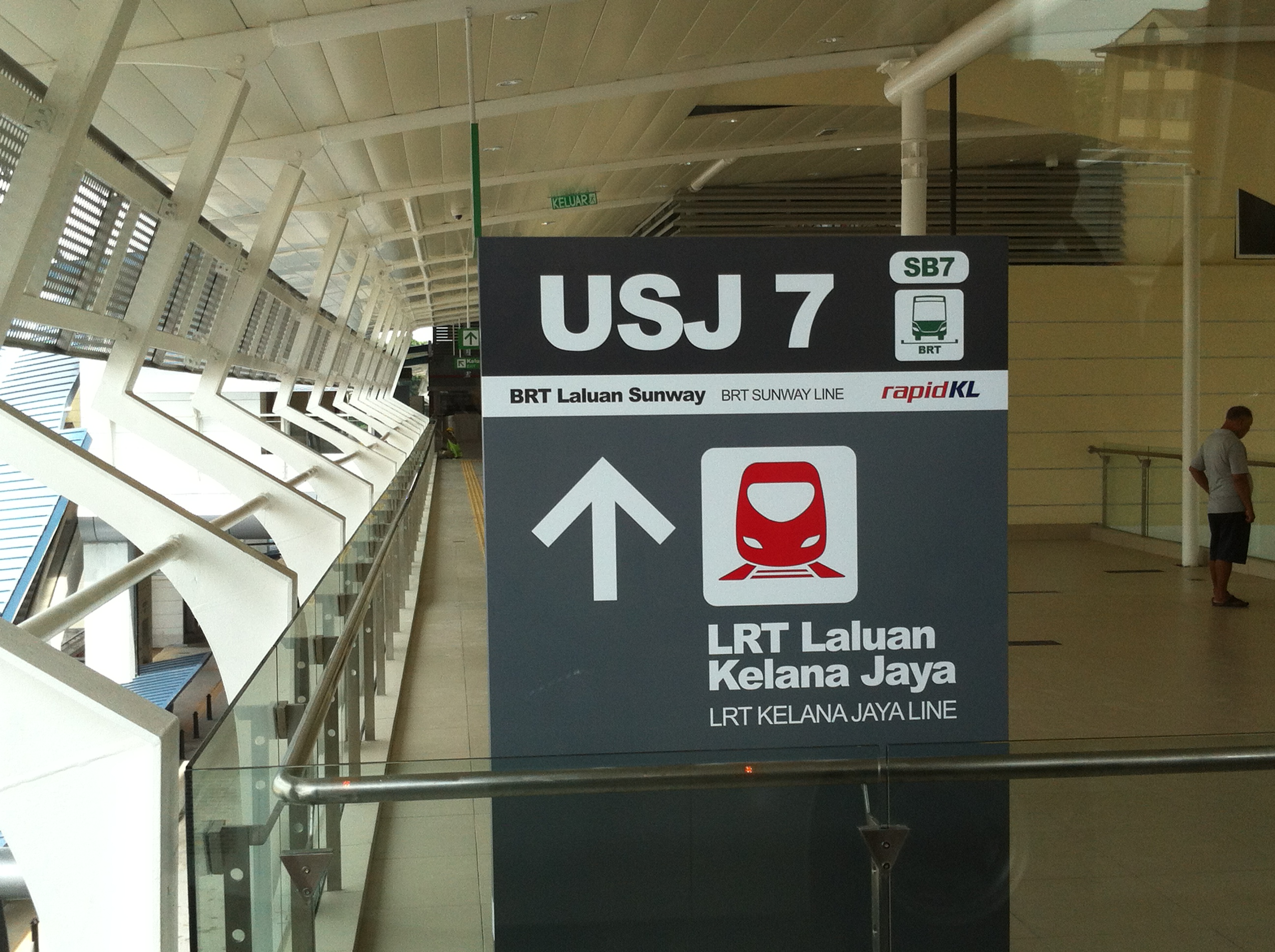
USJ7站的换乘到格拉那再也线的方向牌

本站属于B1 双威BRT的终点站，于2015年6月2日开始运营,乘客可以在站内换乘到格拉那再也线，反之亦然，无需购买新车票，该本站也是格拉那再也线和双威线唯一的转换站。

## 车站结构

### 楼层分布
| 2层  | 1号站台            | 5 格拉那再也线 往鹅唛（SS18）                 |  |  |
|      | 岛式站台，右侧开门 |                                               |  |  |
|      | 2号站台            | 5 格拉那再也线 往布特拉高原（大班）           |  |  |
| 1层  | 站厅               | 出入口、验票闸门、自动售票机、人工服务台      |  |  |
|      |                    | 付费区通道                                    |  |  |
|      | 侧式站台           |                                               |  |  |
|      | 1号站台            | B1 双威BRT 往斯迪亚再也（下一站：南湖－USJ1） |  |  |
| 地面 |                    | 楼梯、自动扶梯、无障碍电梯、巴士站            |  |  |

## 车站周边

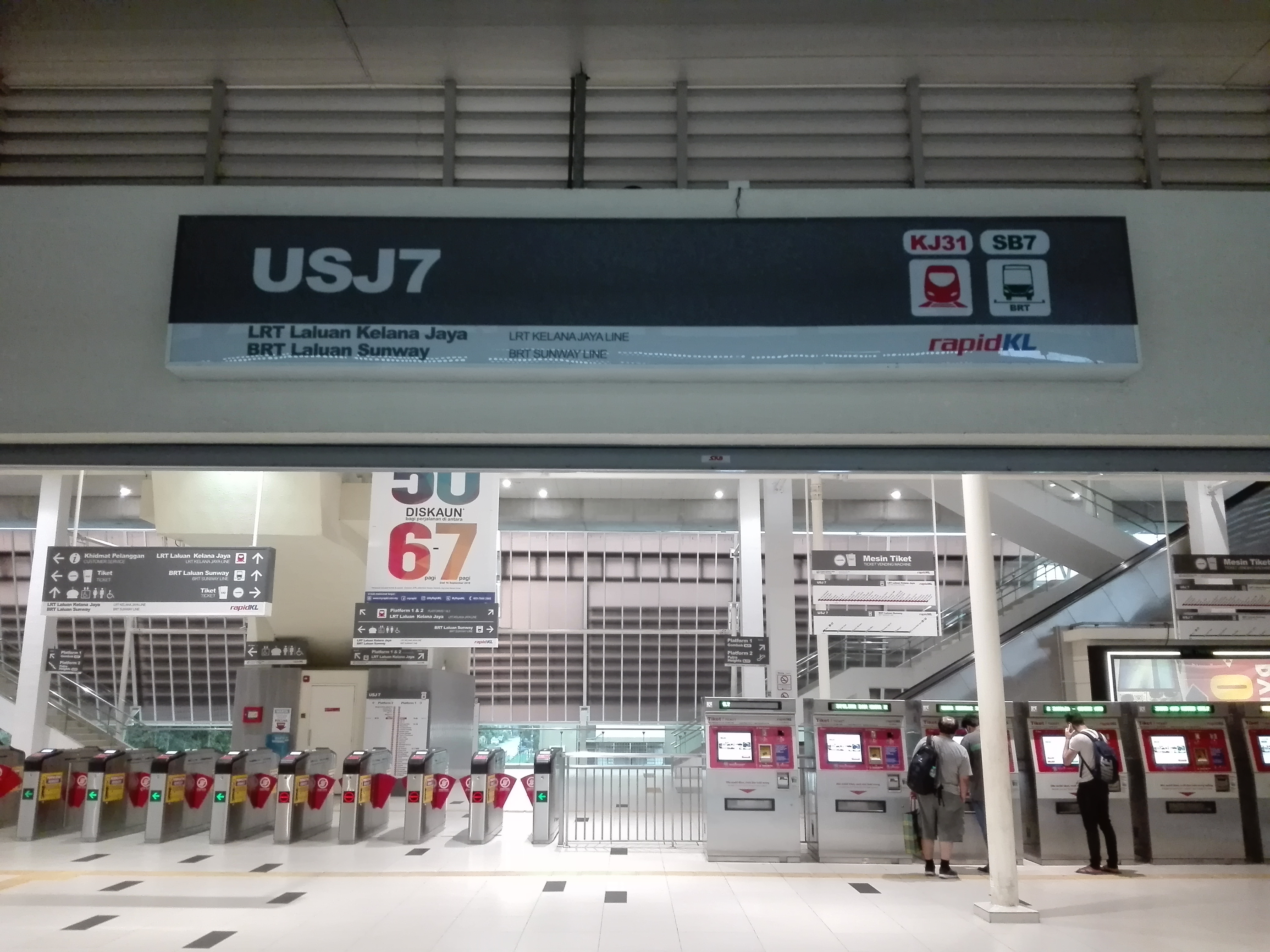
USJ7站牌

- 大门住商综合型购物中心（Da Men USJ）
- 高峰购物广场（Summit USJ）
- 梳邦再也世纪（SEGi）学院